# Hieracium asteroloma
Hieracium asteroloma es una especie de planta con flor del género Hieracium, de la familia Asteraceae, orden Asterales.

## Distribución
Hieracium asteroloma se distribuye por Suecia.

## Taxonomía
Fue descrita científicamente por Hyl. Fue publicada en Symb. Bot. Upsal. 7(1): 176 (1943).